# Krummensee (Mittenwalde)
Krummensee ist ein bewohnter Gemeindeteil von Schenkendorf-Krummensee, einem Ortsteil der Stadt Mittenwalde im Landkreis Dahme-Spreewald im Bundesland Brandenburg der Bundesrepublik Deutschland.

## Lage

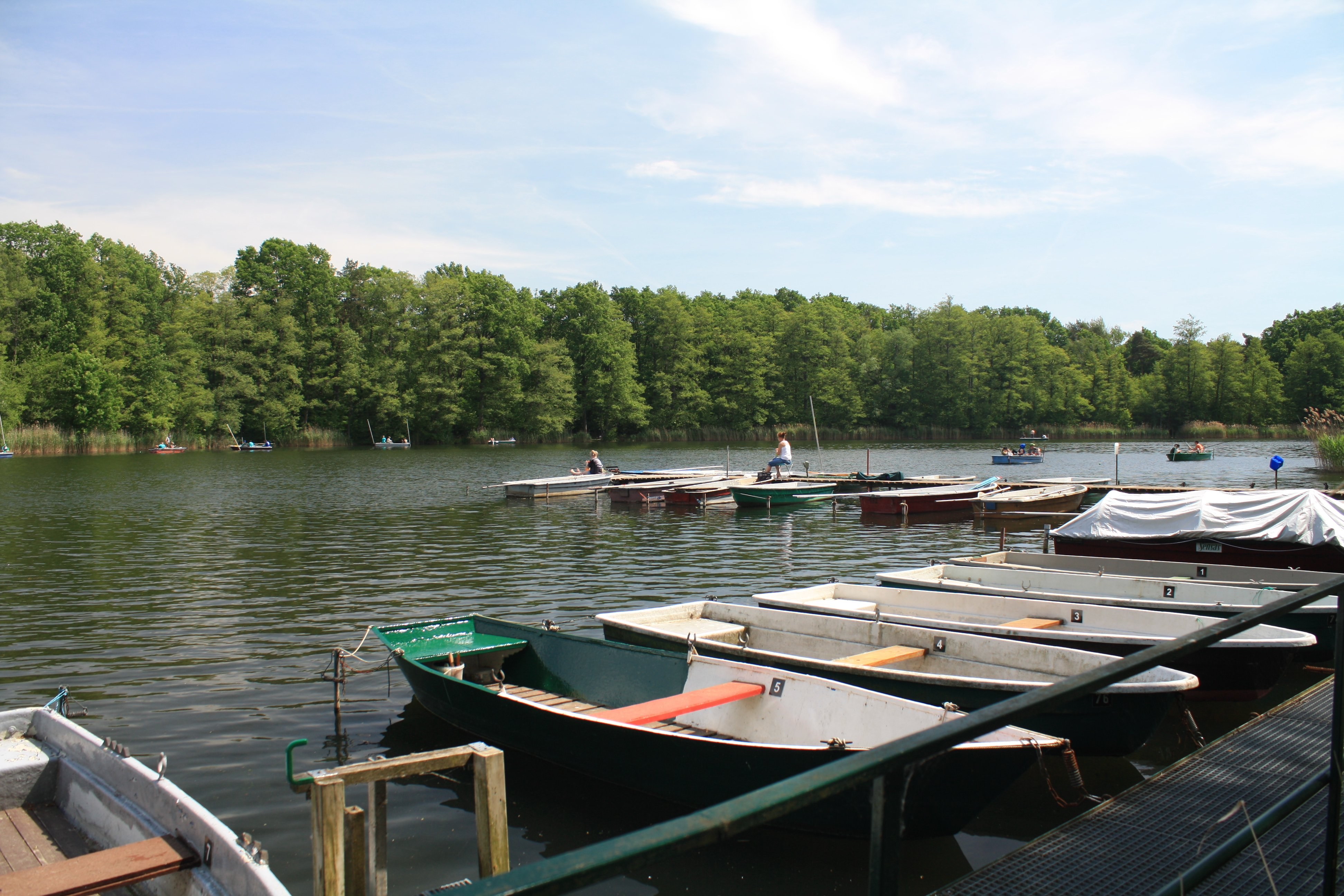
Boote am Krummen See

Krummensee liegt vor der südöstlichen Stadtgrenze von Berlin und östlich der A 13. Westlich des Ortes liegt Mittenwalde, nordwestlich liegt Schenkendorf und östlich liegen Bestensee und Königs Wusterhausen. Direkt östlich befindet sich der Krumme See, nach dem der Ort benannt wurde und an dessen östlichem Ufer die Grenze zu Bestensee und Königs Wusterhausen verläuft.
Am südlichen Ortsrand von Krummensee beginnt das FFH-Schutzgebiet Sutschketal.

## Geschichte

### 14. bis 17. Jahrhundert
Das Sackgassendorf wurde erstmals 1375 im Landbuch Karls IV. als Crummensey, Crumense und Crummense urkundlich erwähnt. Es war zu dieser Zeit wohl im Besitz derer von Schlieben. In dem 30 Hufen großen Dorf gab es einen Schulzen mit vier Hufen sowie zwei Seen. Es gab zu keiner Zeit eine Kirche, der Ort war nach Mittenwalde eingekircht. Vor 1427 gab Krummensee bis nach 1644 in die Lehnsherrlichkeit derer Schenken von Landsberg, die in Teupitz ihren Sitz hatten. Die Akten vermerkten, dass die Fischereirechte der Einwohner beim Verkauf des Sees an die von Schlieben zu Wusterhausen ausdrücklich außen vorblieben. Die Schenken wiederum verliehen den Ort im Jahr 1501 mit Viehtrift über den Dennekens Damm, einer Wiese in der Symlo und freier Fischerei an die Brüder von Hohendorf weiter. Die Brüder ließen sich im Ort nieder, und die Familie erschien 1608 als Dorf und Wohnsitz derer von Hohendorf. Vor dem Dreißigjährigen Krieg lebten im Ort im Jahr 1624 insgesamt fünf Hufner, die sechs Hufen bewirtschafteten. Offenbar war es aber bereits vor Ausbruch des Krieges zu einem Unheil gekommen, denn die Akten erwähnen, dass Krummensee „nunmehr ganz wüst“ gefallen sein und „die Leute wegen großer Armut von den Gütern entlaufen“ seien. In dieser Zeit erschien von 1644 die Familie Müller, die den Ort wiederverkaufsweise bis 1657 besaß. Nach dem Krieg lebten im Ort lediglich noch zwei Bauern mit zwei Söhnen. Anschließend übernahm die Familie von Löben ab 1657 zu Ort, zunächst ebenfalls wiederverkaufsweise, später erblich. Johann Friedrich von Loeben vergrößerte seinen Besitz durch den Ankauf von Schenkendorf, Groß Besten, Klein Besten und Körbiskrug.

### 18. Jahrhundert

Karte von Schenkendorf und Krummensee (um 1800)

1705 waren die Schwierigkeiten offenbar überwunden, denn es gab eine Meierei mit Garten. Außerdem konnten die Einwohner auf die Schäfereigerechtigkeit zurückgreifen und hatten einige Schäfereigebäude errichtet. Es gab 24 kleine Hufen, die als Ritteracker ausgewiesen waren, dazu 6 weitere kleine Hufen, zwei bewohnte Kötter und einen Hirten. Die Bewohner kultivierten den Weinanbau, denn es gab einen Weinberg nebst Weinmeisterhaus. 1711 gab es zwei Giebel (=Wohnhäuser) und einen Hirten. Für die sechs Hufen mussten die Bewohner je acht Groschen Abgaben leisten. 1717 gelangte Krummensee wie auch zahlreiche andere Gemeinden durch den Aufkauf Friedrich Wilhelm I. in die Herrschaft Königs Wusterhausen. Zu dieser Zeit gaben zwei Bauern ein Dienstgeld von je 18 Taler, zwei Bauern gaben sechs Taler und zwei Bauern je fünf Taler. Es gab zwei Hausleute, einen Hirten, eine Schmiede und eine Schäferei sowie den Weinberg. Der Ort entwickelte sich langsam: 1745 waren es zwei Bauern und drei Kötter. Hinzu kam ein unkatastrierter Kötter; 1771 zwei Giebel und einen Hirten.

### 19. Jahrhundert
1801 lebten und arbeiteten im Ort 10 Ganzbauern und ein Büdner. Sie bewirtschafteten sechs und 24 Hufen. Außerdem gab es 14 Feuerstellen (=Haushalte). 1840 erschien das Dorf mit 18 Wohnhäusern sowie das 1838 errichtete Vorwerk Marienhof. 1858 gab es zehn Hofeigentümer, die vier Knechte und Mägde beschäftigten, dazu drei nebenerwerbliche Landwirte und 30 Arbeiter. Es bestanden insgesamt 13 Besitzungen. Zehn waren insgesamt 657 Morgen groß, drei weitere brachten es zusammen auf gerade einmal zwei Morgen. 1860 standen im Ort 15 Wohn- und 18 Wirtschaftsgebäude, hinzu kam ein öffentliches Gebäude, die insgesamt drei Morgen Fläche einnahmen. Die Einwohner bewirtschafteten 453 Morgen Acker, 132 Morgen Weide und 74 Morgen Wiese.

### 20. Jahrhundert
Im Jahr 1900 war der Bestand an Gebäuden auf 24 Häuser angewachsen und stieg auf 31 Wohnhäuser im Jahr 1931. Das Vorwerk kam 1928 aus dem Gutsbezirk Schenkendorf zur Gemeinde Krummensee und wurde dort ab 1932 als Wohnplatz geführt. Im Jahr 1939 gab es 11 land- und forstwirtschaftliche Betriebe, die 10 bis 20 Hektar groß waren. Hinzu kam ein Betrieb mit einer Größe zwischen fünf und zehn Hektar sowie sechs kleinere Betriebe mit 0,5 bis 5 Hektar. Im Jahr 1941 erschienen die Siedlungen Hensel und Rakow.
Nach dem Zweiten Weltkrieg wurden 69 Hektar aus dem enteigneten Rittergut Schenkendorf an die Gemeinde Krummensee abgetreten. Acht Wirtschaftsbetriebe erhielten bis zu einem Hektar Land, zwei Betriebe ein bis fünf Hektar und drei Betriebe fünf bis zehn Hektar. Ein weiterer Betrieb erhielt über 15 Hektar; der Flächenbesitz von zwei Altbauern wurde um je sechs Hektar aufgestockt. 1958 gründeten erste Bauern eine LPG vom Typ I. Sie verfügte zwei Jahre später über 16 Mitglieder, die 163 Hektar landwirtschaftliche Nutzfläche bewirtschafteten und sich 1967 an die LPG Schenkendorf anschlossen.
Am 1. Januar 1965 wurde Krummensee nach Schenkendorf eingemeindet, Mit diesem kam es am 26. Oktober 2003 zu Mittenwalde, während das Vorwerk Marienhof der Gemeinde Bestensee zugewiesen wurde. Der Ortsteil Schenkendorf wurde am 15. Juni 2017 in Schenkendorf-Krummensee umbenannt.

## Bevölkerungsentwicklung
| Jahr      | 1734 | 1772 | 1801 | 1817 | 1840              | 1858               | 1895 | 1925 | 1939 | 1946 | 1964 |
| Einwohner | 54   | 56   | 77   | 76   | 114 mit Marienhof | 105 ohne Marienhof | 133  | 192  | 273  | 289  | 307  |

## Sehenswürdigkeiten und Kultur

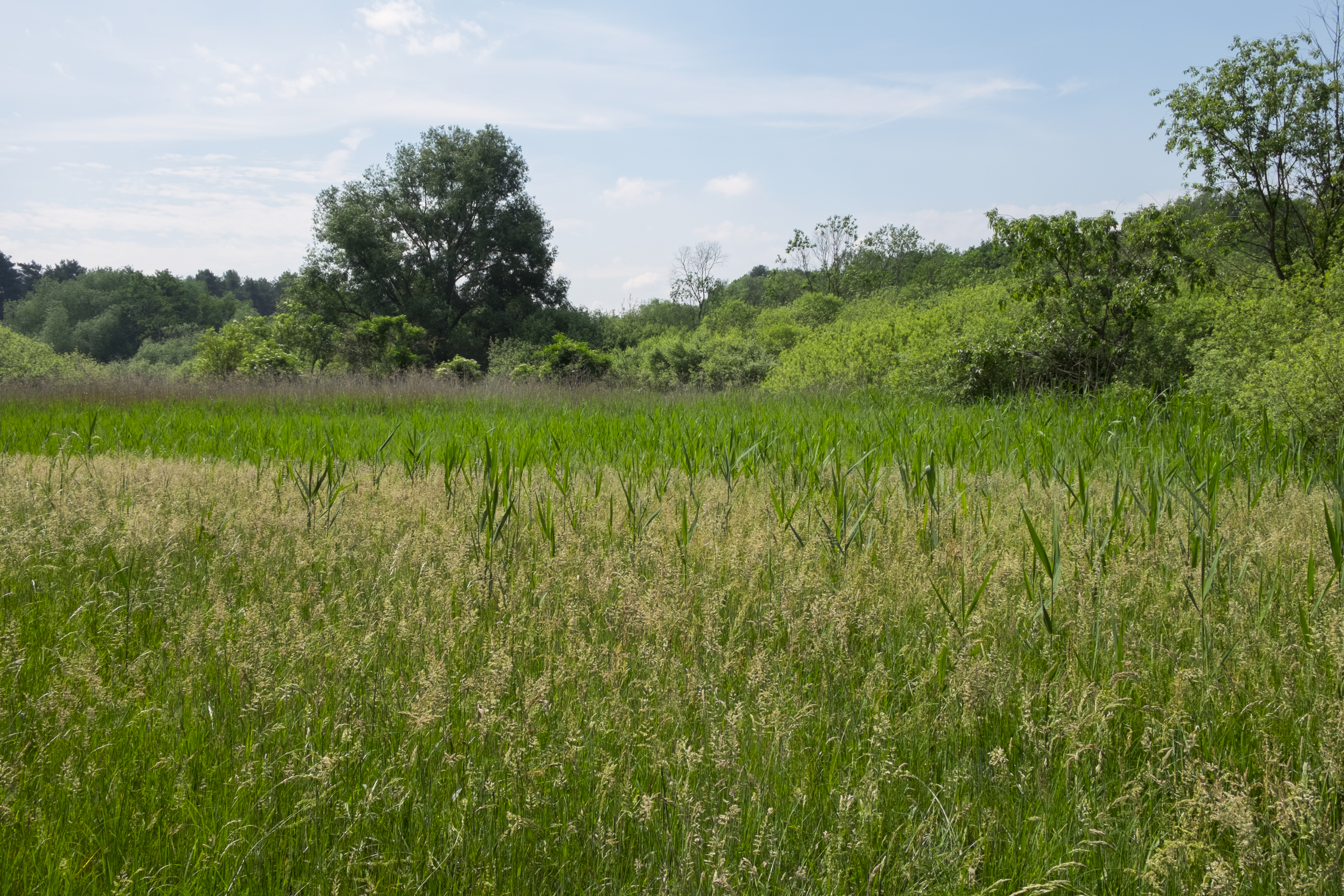
Sutschketal

- Naturschutzgebiet Sutschketal
- Krumme See

## Verkehr
Krummensee liegt an der Bahnstrecke Königs Wusterhausen–Töpchin.